# NGC 414
NGC 414 (другие обозначения — UGC 744, ZWG 501.123, 4ZW 39, KCPG 25A, PGC 4254) — пара линзообразных галактик, расположенных в созвездии Рыбы, состоящая из объектов PGC 4254 и PGC 93079.
Этот объект входит в число перечисленных в оригинальной редакции «Нового общего каталога».

## Описание
Этот астрономический объект представляет собой пару линзообразных галактик в созвездии Рыбы, который был описан Джоном Дрейером как «очень тусклый, маленький, неправильной формы, намного ярче в середине, II 220 к северо-западу». Рядом с II 220 расположена галактика NGC 410.
По оценкам NGC 414 находится на расстоянии в 218 ± 15 млн с. л. (73,61 Мпк) от Млечного Пути и имеет около 50 000 с. л. в поперечнике.
Вместе с PGC 93079 объект 414 образует гравитационно связанную пару галактик и вместе с 26 другими галактиками входит в состав группы галактик NGC 452 (LGG 18), члены которой указаны в статьях Авраама Махтессяна, опубликованных в 1998 году, и A. M. Гарсиа, опубликованных в 1993 году. Галактики NGC 407, NGC 410, IC 1636, IC 1638 расположены в той же области неба.
Согласно морфологической классификации галактик Хаббла и де Вокулёра, объект PGC 4254 относится к типу S0, а PGC 93079 — к типу E/S0. На фотографиях NGC 414 можно наблюдать сразу два ядра этих галактик.
Видимая звёздная величина невооружённым глазом составляет 13,5 мА, в диапазоне от минимальной до максимальной частоты — 14,5 мА, а поверхностная яркость — 12,0 mag/arcmin2. NGC 414 имеет видимые размеры 0,7" х 0,4".
Объект датируется эпохой 2000.0. Его прямое восхождение, то есть угол, измеренный между эклиптикой и небесным экватором с вершиной в точке равноденствия, составляет 01ч 11м 17,6с, а его склонение, то есть высота дуги под этим углом, составляет +33° 06′ 49″. Положение объекта составляет 35°.

## Наблюдение
NGC 414 расположена к северу от небесного экватора, поэтому её легче увидеть из северного полушария в телескоп с апертурой 244 мм (9,6 дюймов) и более.
Для NGC 414 в диапазоне электромагнитного спектра фотометрическая величина составляет 14,5.

## Обнаружение и исследования
Этот астрономический объект, входящий в число перечисленных в оригинальной редакции «Нового общего каталога», был обнаружен 18 сентября 1871 года шведским астрономом Германом Шульцем с помощью телескопа зеркального типа диаметром 24,4 см (9,6 дюйма).
Для северного неба не проводилось систематических обзоров кольцеобразных галактик, за исключением предварительной работы Томпсона 1977 года. Поэтому, несколько кандидатов в кольцеобразные галактики были обнаружены случайно, одна из них — NGC 414 = IVZw 39 (Сидни Ван ден Берг и Роберт Шоммер, 1981).
Ограничивающая пластина фильтра IIIa-J + GG 385 позволила получить в ~3 дюйма изображения в первичном фокусе с помощью 4-метрового телескопа Мэйолла в обсерватории Китт-Пик. Эти изображения показали, что NGC 414 = UGC 744 = IV Zw39 является двойной кольцеообразной галактикой и она не перечислена в других каталогах аналогичных объектов (Фрэнк Д. Гиго, англ. Frank D. Ghigo, 1980; Лэрд Томпсон, 1977). Бинарная природа объекта NGC 414 была впервые отмечена Фрицем Цвикки в 1971 году и Караченцевым Игорем в 1972 году. Цвикки описал систему как «пару контактирующих нейтральных компактных объектов с синими шлейфами», которые, предположительно, являются частью кольцеобразной структуры. Однако современные монохроматические наблюдения не подтверждают и не опровергают утверждение, что кольцо синее.
Расстояние между ядрами двух компонентов NGC 414 составляет ~1,6 ч−1 Кпк. Хотя радиальная скорость не доступна ни для одного из компонентов объекта NGC 414 (Герберт Руд, англ. Herbert J. Rood, 1980), сам объект наверняка является членом компактной группы галактик с галактикой NGC 410 в центре.
Объект NGC 414 был изучен рядом исследователей и поэтому включён в другие известные каталоги в соответствии с различными критериями классификации. Таким образом, объект отмечен в Каталоге наиболее важных галактик (PGC) под номером 4254. В Атласе звёздного неба эпохи 2000.0, Уранометрия 2000.0, объект принадлежит группе, обозначенной под номером 91; в то время как в Каталоге опорных звёзд (GSC) он сгруппирован под номером 2282.
В электронной базе данных VizieR астрономических объектов галактика NGC 414 записана под номерами: 2MASX J01111746+3306502, UGC 744, KPG 25, KPG 25a.
Объект также был замечен в ходе фотографического исследования, проведённого Паломарской обсерваторией в 1958 году, где он упоминается в группе под номером 601.

## Ближайшие объекты NGC/IC
Этот список содержит десять ближайших объектов NGC/IC на основании евклидова расстояния.
| Имя     | Расстояние от NGC 414 (угловые минуты) | Прямое восхождение (J2000) | Склонение (J2000) | Тип                          |
| ------- | -------------------------------------- | -------------------------- | ----------------- | ---------------------------- |
| NGC 410 | 0,09                                   | 1ч 10м 58,8с               | +33° 9′ 9″        | Эллиптическая галактика (cD) |
| NGC 408 | 0,12                                   | 1ч 10м 51,0с               | +33° 9′ 8″        | Звезда (*)                   |
| NGC 407 | 0,17                                   | 1ч 10м 36,5с               | +33° 7′ 31″       | Спиральная галактика (S0-a)  |
| IC 1636 | 0,25                                   | 1ч 11м 37,3с               | +33° 21′ 18″      | Спиральная галактика (S0)    |
| IC 1638 | 0,37                                   | 1ч 12м 31,7с               | +33° 21′ 54″      | Спиральная галактика (S0)    |
| NGC 402 | 0,60                                   | 1ч 9м 13,4с                | +32° 48′ 21″      | Звезда (*)                   |
| IC 1648 | 0,61                                   | 1ч 13м 42,2с               | +33° 13′ 5″       | Спиральная галактика (S0)    |
| NGC 403 | 0,63                                   | 1ч 9м 14,2с                | +32° 45′ 6″       | Спиральная галактика (S0-a)  |
| NGC 401 | 0,65                                   | 1ч 9м 7,7с                 | +32° 45′ 36″      | Звезда (*)                   |
| NGC 400 | 0,68                                   | 1ч 9м 2,5с                 | +32° 43′ 59″      | Звезда (*)                   |